# TSV Dewangen
Der Turn- und Sportverein Dewangen (kurz: TSV Dewangen) ist ein Sportverein aus dem Aalener Stadtbezirk Dewangen in Baden-Württemberg. Der TSV ist vor allem durch die Ringermannschaft bekannt, welche in der Saison 05/06 den Aufstieg in die 1. Bundesliga Südwest schaffte, nach der Saison 2008/09 jedoch seine Mannschaft abmeldete.
Seine Heimkämpfe bestreitet der TSV in der Wellandhalle in Dewangen.

## Geschichte
Der Verein wurde 1957 gegründet. Bereits 4 Jahre später stieg er in die Landesliga auf. 1967 ging es in die Oberliga und 1971 unter Trainer Heini Weber in die damalige Regionalliga, die gleichbedeutend mit der heutigen 2. Bundesliga war.
Trotz Einweihung der Wellandhalle konnte der TSV 1974 die Klasse nicht halten und stieg wieder in die Regionalliga ab. 1975 wurde unter Dieter Eberhard der sofortige Wiederaufstieg geschafft. 1977 folgte, bedingt durch einige Abgänge, der freiwillige Abstieg um zwei Klassen und der Neubeginn in der Verbandsliga, um im Jahr darauf gleich wieder in die Oberliga aufzusteigen.
Im Jahr 1985 steig der TSV wieder aus der Oberliga in die Verbandsliga ab, aus der er erst 10 Jahre später, 1996, wieder aufsteigen konnte.
2001 erfolgte der Aufstieg in die Regionalliga und 2003 in die 2. Bundesliga.
2006 wurde dann der Aufstieg in die 1. Bundesliga Südwest geschafft, in welcher es der TSV Dewangen auf den vierten von sechs Plätzen geschafft hat und somit die Zwischenrunde erreichte, was den größten Erfolg der Vereinsgeschichte darstellt.
Nach der Saison 2008/09, in der die Dewangener den fünften Platz in der Südstaffel belegte, meldete der Verein seine Ringermannschaft aus der Bundesliga ab.

## Weitere Abteilungen
- Fußball – gegründet 1984
- Skisport – gegründet am 28. Februar 1970
- Tischtennis – gegründet 1974
- Turnen – gegründet 1974